# Herói trágico

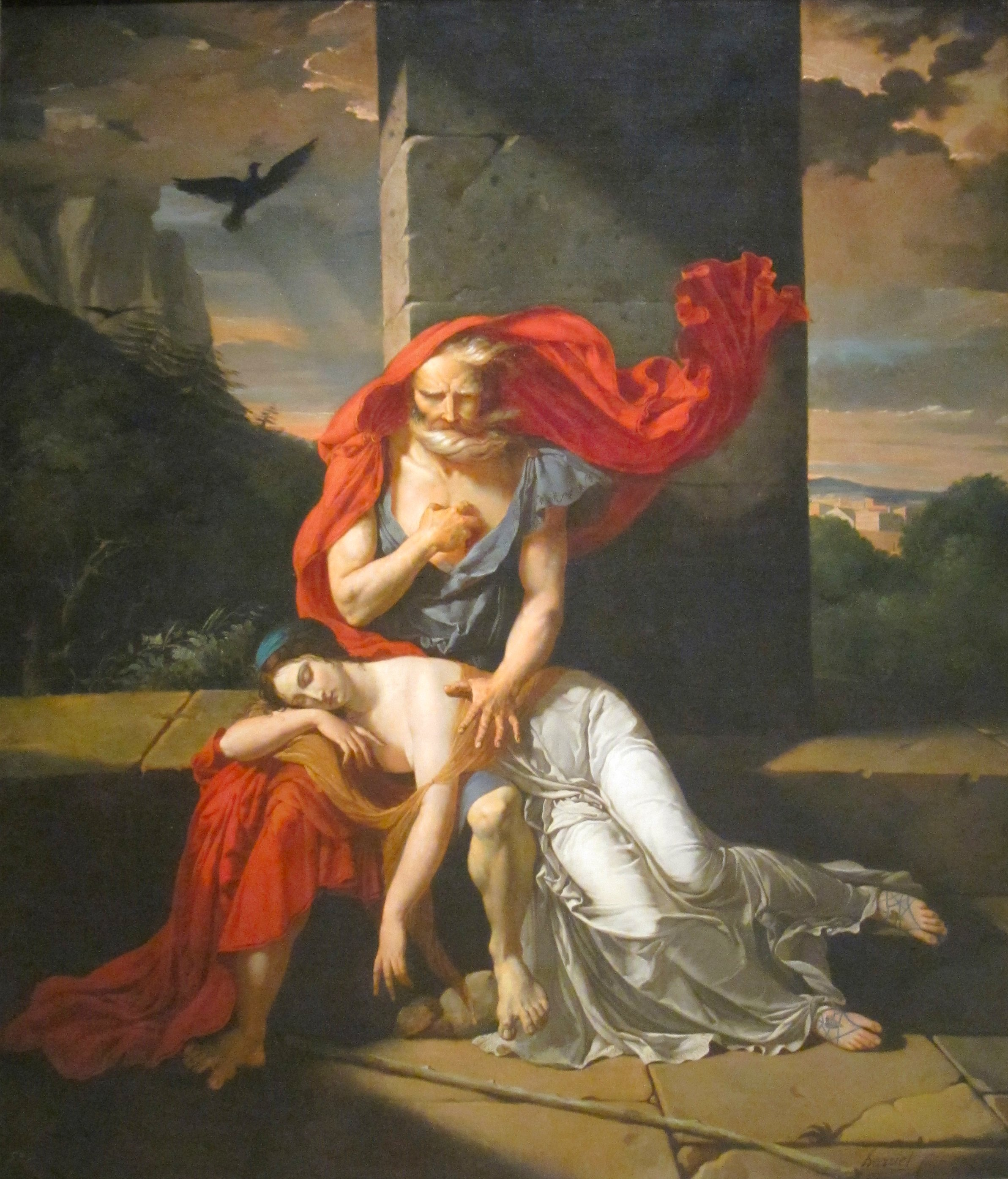
Édipo em Colono, de Fulchran-Jean Harriet (1798). Édipo é um herói trágico do teatro grego.

Um herói trágico é o personagem principal de uma tragédia. O uso moderno do termo geralmente envolve a noção de que o herói cometeu um erro em suas ações, o que leva à sua queda. A ideia de que este seja um equilíbrio entre crime e castigo é incorretamente atribuída a Aristóteles, que é bastante claro em seu pronunciamento que o infortúnio do herói não é provocada "por vício e depravação, mas por algum erro de julgamento". Na verdade, na Poética de Aristóteles, é imperativo que o herói trágico é nobre.
Heróis trágicos aparecem na obra dramática de Ésquilo, Sófocles, Eurípides, Sêneca, Marlowe, Shakespeare, Webster, Marston, Corneille, Racine, Goethe, Schiller, Kleist, Strindberg, e muitos outros escritores.

## Traços comuns
Alguns traços comuns dos personagens trágicos:
- A falha mais frequentemente (especialmente nos dramas gregos) é o orgulho.
- O herói descobre que sua queda é resultado de suas próprias ações, não por causa dos acontecimentos.
- O herói vê e entende o seu castigo, e que seu destino foi definido por suas próprias ações.
- A queda do herói é entendida por Aristóteles em sua Poética como um despertar da piedade e do medo que leva a uma epifania e uma catarse (de herói e do público.) Não é necessário pelo padrão aristotélica de que a queda ou o sofrimento levem a morte ou ruína total, como no mito de Hércules, que finalmente sobe ao Monte Olimpo e reconhece sua imortalidade. No entanto, desde pelo menos a época de William Shakespeare, tem sido, geralmente, considerado, que a falha de um herói trágico necessariamente deve resultar na sua morte, ou de um destino pior. O herói trágico de Shakespeare morre em algum momento na história, um exemplo é o protagonista de mesmo nome da peça Macbeth. Personagens de Shakespeare, mostram que o herói trágico não é totalmente bom nem totalmente mau.
- Um herói trágico é, muitas vezes nobre, ou descendente de nobres (Rei Arthur e Okonkwo, o personagem principal de "Things Fall Apart" de Chinua Achebe).
- O herói aprende alguma coisa com seu erro.
- O herói é confrontado com uma decisão séria.
- O sofrimento do herói é significativo, porque, embora o sofrimento seja o resultado da própria vontade do herói, não é inteiramente merecida e pode ser cruelmente desproporcional.
- Pode haver envolvimento sobrenatural (em Shakespeare, Júlio César, César é avisado de sua morte através de visão Calpurnia e Brutus é avisado de sua morte iminente pelo fantasma de César).
- O herói arquetípico das tragédias clássicas é, quase universalmente, do sexo masculino. Tragédias posteriores (como Antônio e Cleópatra de Shakespeare) apresenta o herói trágico do sexo feminino. Retratos de mulheres heróis trágicos são notáveis, por serem raros.